# Tiana
Tiana è un comune italiano di 424 abitanti della provincia di Nuoro in Sardegna. Si trova nella subregione storica della Barbagia di Ollolai ed è distante pochissimi chilometri dall'esatto centro geografico della Sardegna che si trova nel territorio del confinante comune di Sorgono.
Il comune di Tiana fa parte, con i comuni di Ovodda, Olzai, Gavoi, Ollolai, Lodine, Sarule e Oniferi, dell'Unione di comuni Barbagia, e appartiene alle cosiddette zone blu della longevità internazionale.
In questo paese è nato, vissuto e morto l'uomo italiano più longevo di tutti i tempi: Antonio Todde, che visse 112 anni e 346 giorni.

## Geografia fisica

### Territorio
Il paese si trova ubicato a circa 600 metri sul livello del mare (il municipio a 564 metri). Il punto più alto del territorio comunale è Bruncu Muncinale a 1267 m s.l.m., in località Monte 'e Susu, dove si trova l'omonimo lago, il punto più basso a 386 m s.l.m. quasi all'inizio dell'invaso artificiale di Cuchinadorza (Taloro), per cui il dislivello dal punto più basso al punto più alto è di quasi 900 metri, il che comporta una varietà di clima, territorio e vegetazione.
Il paese è incastonato nella valle del fiume Tino e circondato da montagne ricoperte da una fitta vegetazione, le cui essenze dominanti sono i lecci, le sughere, i castagni e le noci. I rilievi che lo circondano oltrepassano la quota dei mille metri, e costituiscono gli ultimi avamposti del Massiccio del Gennargentu (Ghennarghentu nella parlata locale). Il comune di Tiana è uno dei comuni inseriti nel Parco nazionale del Golfo di Orosei e del Gennargentu.

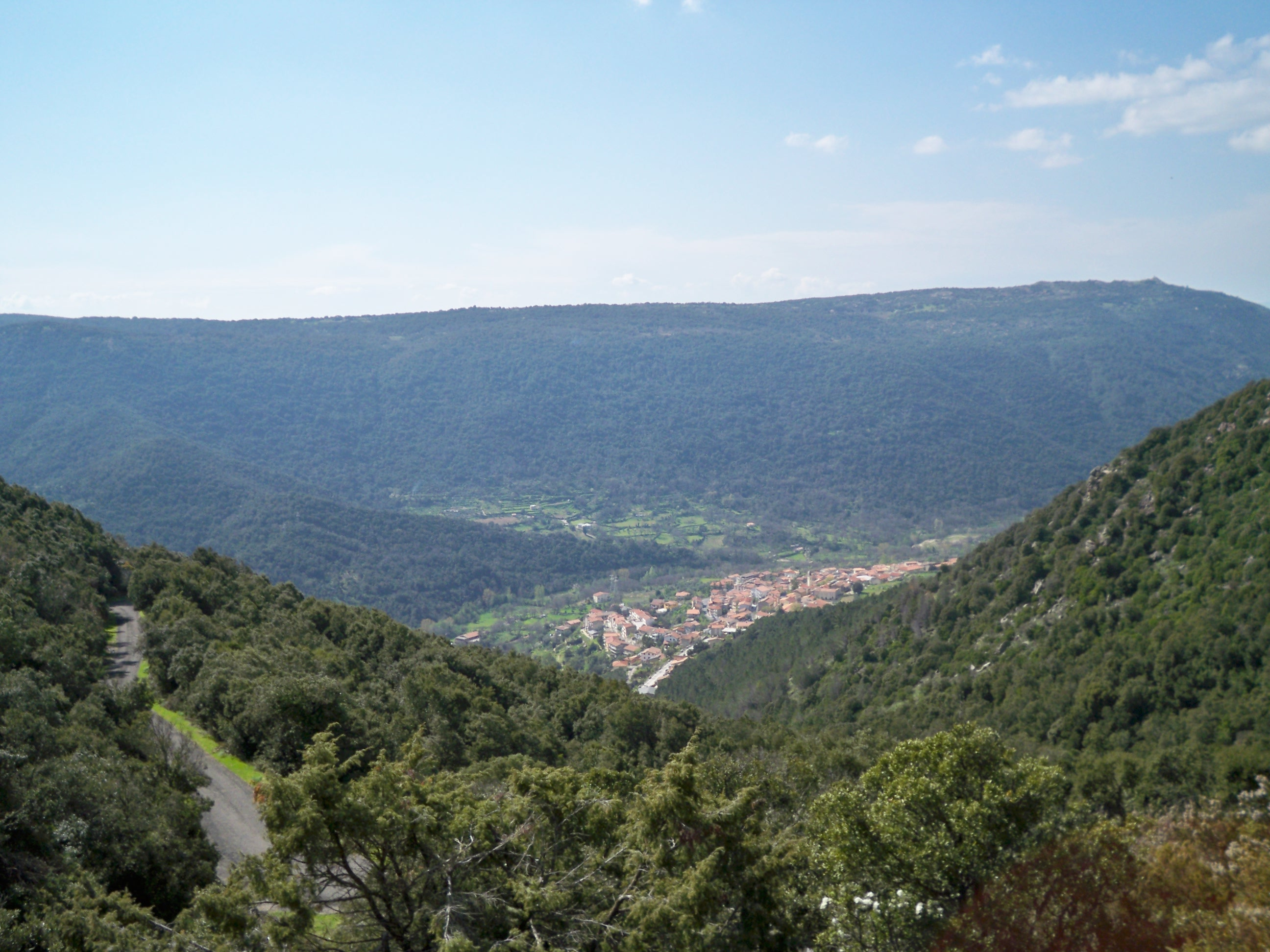
Tiana vista da Pranu

Il territorio di Tiana è attraversato oltre che dal fiume Tino anche dal fiume Torrei. Per lungo tempo, su questi due corsi d'acqua si è imperniata un'importante parte dell'economia di Tiana. Sulle loro sponde, infatti, si trovano ancora oggi un mulino e una gualchiera, ultimi superstiti di una schiera di diverse decine di esemplari che davano lavoro a molti Tianesi fino a mezzo secolo fa. Questi due macchinari sono ora adibiti a "museo animato", e possono essere visitati.
- Classificazione sismica: zona 4 (sismicità irrilevante), Ordinanza PCM n. 3274 del 20/03/2003[3]
- Classificazione climatica: zona D, 1672 GG[4]

## Origini del nome
Secondo alcuni studiosi il nome del paese deriverebbe dal nome del fiume Tino, che scorre nel suo territorio. Altri, invece, lo fanno risalire a Diana, la dea della caccia, venerata dalle antiche popolazioni locali. Secondo il canonico Giovanni Spano deriverebbe invece da Tinia, divinità etrusca.
Il toponimo Tiana è presente anche in altre aree geografiche, per alcune di esse si potrebbe ipotizzare una correlazione oppure origine comuni.
Tiana infatti è il nome di una località nel comune di Arzachena (SS) in cui sono presenti delle fortificazioni megalitiche. In Spagna esiste Tiana comune catalano di 8 000 abitanti situato a pochi chilometri da Barcellona. Tiana inoltre era una città greca nella Cappadocia, in cui nacque il famoso filosofo, Apollonio di Tiana.

## Storia

### Preistoria e storia antica
Il territorio di Tiana era abitato dall'uomo almeno dal Neolitico, come testimonia la presenza di domus de janas nel territorio di Mancosu, e di alcuni resti di insediamenti nuragici nelle località di Sa Piraera e Tudulo. A partire dal VI secolo a.C. mentre buona parte della Sardegna veniva mano a mano assoggettata dai Cartaginesi prima e dai Romani poi, le popolazioni di queste zone centrali dell'Isola, aiutate dalla morfologia del territorio montuoso e ricoperto da fitti boschi non facilmente accessibili (anche ai giorni nostri), combatterono fieramente contro gli invasori, opponendosi in particolare modo alla conquista Romana dando luogo alla cosiddetta “Civitates Barbariae". Dopo alterni periodi di relativa pace e di combattimenti, la “Gens Barbaricina", governata da Hospitone, nel 594 concluse un patto di non belligeranza con i Bizantini, suggellato con la conversione di queste popolazioni al Cristianesimo.

### Medioevo
In epoca giudicale Tiana era una “Villa” del Giudicato di Arborea, inserita nella Curatoria della Barbagia di Ollolai. Negli anni che precedettero la dissoluzione e scomparsa del Giudicato, agitati dalle lotte tra Mariano IV d'Arborea e successori e gli Aragonesi, Tiana assieme a Teti fece anche parte della Curatoria di Austis, che sicuramente fu di breve durata, infatti non compare nell'elenco delle 13 curatorie storiche del Giudicato di Arborea. Bisogna considerare che  le curatorie avevano un peso economico ed una popolazione all'incirca omogenea tra loro per cui quella di Austis, costituita solo da tre piccole “Ville”, si discostava in modo eccessivo dalle restanti curatorie tale da giustificare la sua presenza nel periodo giudicale classico. In seguito, nel 1410, alla caduta del Giudicato, passò alla Corona d'Aragona, e successivamente infeduata assieme all'incontrada di Austis a nobili famiglie iberiche/spagnole che si spartirono l'Isola. In particolare, Tiana entrò a far parte della baronia di Austis, feudo dei marchesi Amat di San Filippo, ai quali venne riscattata nel 1839 con l'abolizione del sistema feudale, quando diventò un comune amministrato da un sindaco e da un consiglio comunale.

### Età moderna
A partire dal 1720, come il resto della Sardegna, passò in mano ai Savoia. Una descrizione di Tiana in questo periodo ci viene data da Goffredo Casalis e da Vittorio Angius, che nel loro Dizionario scrivono:
«Nel censimento del 1846 si notano per Tiana anime 571, distribuite in famiglie 151 e in case 135. Sono applicati all'agricoltura circa 100 persone, alla pastorizia 80. I mestieri hanno pochi applicati, e nel bisogno si ajutano gli uni gli altri. Le donne attendono molto alla tessitura e vendono i loro panni a' gavoesi che lo portano in tutte le parti dell'isola per rivenderlo. Lavorano anche della tela, ma per i bisogni propri. La macinazione dell'orzo e del grano si fa ne' ventun molini che si hanno lungo la corrente del Tino, i quali bastano non solo al servigio delle famiglie del paese, come abbiam già detto, ma a molte dei paesi vicini. Con queste correnti si mettono in movimento alcuni molini e circa 18 gualchiere, di cui si servono anche le tessitrici di altri paesi. I terreni di Tiana sono veramente poco idonei alla cultura de' cereali, siccome quelli che sono petrosi e sabbionosi. Tuttavolta i coltivatori studiano a trarne qualche frutto. Le vigne vegetano bene e con lusso e hanno circa venti uve diverse, le quali danno un vino che nel luogo vantasi molto come spiritoso e confortante. La quantità che si ottiene nelle vendemmie è di circa 25 mila litri, i quali essendo più di quanto vuole la consumazione interna, però vendesi l'eccedente a Tonara e ad altri paesi circonvicini. Il bestiame rude componesi di vacche 250, capre 1500, porci 600, pecore 3000. Queste nell'ottobre, quando cominciano i freddi, si conducono in luoghi di più dolce temperatura e spesso nei campidani. I tianesi han guadagno da qualche poco d'orzo, di vino, e frutta (noci, castagne, che vendono ai campidani) e dal prodotto del bestiame.»
Nel 1861 da Regno di Sardegna si passò al Regno d'Italia e nel 1927 venne inserita della neonata Provincia di Nuoro.

### Simboli
Lo stemma e il gonfalone del comune di Tiana sono stati concessi con decreto del presidente della Repubblica del 26 giugno 2008.
Il gonfalone municipale è un drappo di giallo.

## Monumenti e luoghi d'interesse

### Siti naturalistici, boschi e laghi
Con una superficie boschiva che copre più dell'85% del territorio comunale, Tiana assieme a Belvì e Seulo possiede uno dei territori più boscosi dell'intera Sardegna. Fitte foreste miste di lecci, roverella, sughere, castagno e altre specie circondano l'abitato e si congiungono al resto dei boschi che coronano il massiccio del Gennargentu. A tali selve si può accedere più o meno facilmente attraverso le numerose andelas i sentieri utilizzati nella transumanza del bestiame, molte oggi in disuso, e da piccole strade di penetrazione agraria. Le precipitazioni, anche nevose,  che interessano l'area del Gennargentu alimentano numerose sorgenti, ruscelli e fiumi lungo i quali sono stati realizzati diversi laghi artificiali.
Tra i luoghi di interesse naturalistico e paesaggistico possiamo annotare:

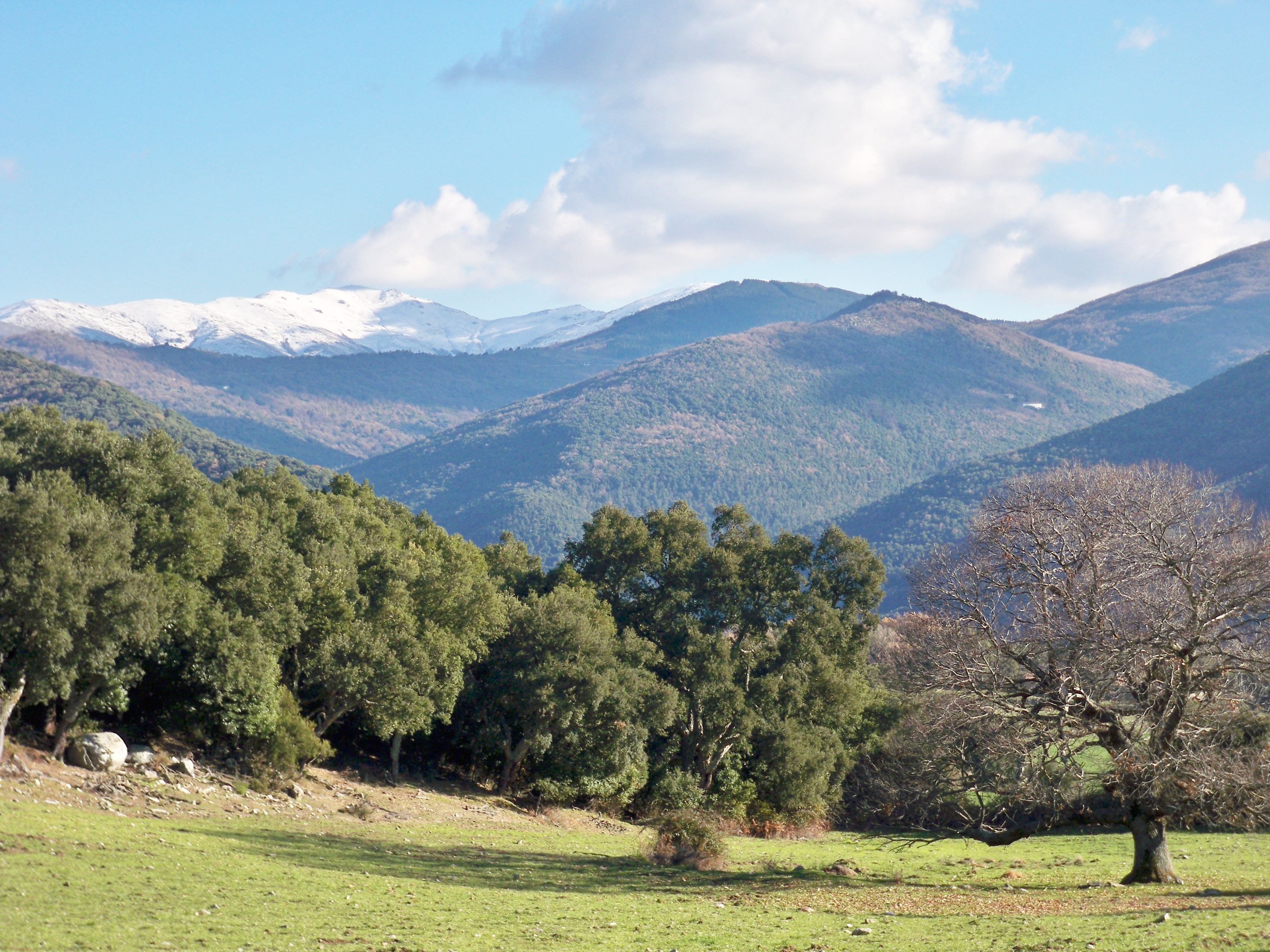
Il Gennargentu visto da Alisi

L'area di Monte ‘e Susu che comprende l'omonimo lago artificiale, Bruncu Muncinale e Tolovisco ai confini con il territorio di Desulo, non molto distante dal passo di Tascusì, nonché le rigogliose pendici del monte Mungianeddu (Munzaneddu in dialetto tianese) la cui vetta (1469 m s.l.m.) culmina in territorio di Tonara.
La lussureggiante vallata attraversata dal fiume Torrei, caratterizzata lungo le sue rive dalle coltivazioni di nocciolo e dalla presenza di un piccolo lago collinare in prossimità della Gualchiera.
La verdissima valle che da  Bau ‘e Fonne (lett. guado di Fonni) arriva fino a Ieni e a Bruncu Lepogheri.
I fitti boschi di Sa costa ‘e Sili, Orovole e Sorrozello  che lambiscono la periferia dell'abitato.
In fondo valle, appena oltrepassati i confini comunali si trova, alimentato dal fiume Torrei, il lago artificiale del Cucchinadorza, comunemente chiamato lago di Taloro

### Archeologia industriale
Notevole e rara testimonianza di archeologia industriale è la gualchiera (in sardo sa cracchera) situata nei pressi del fiume Torrei, da cui accinge l'acqua per il suo funzionamento, a circa un chilometro dal paese e adiacente alla strada statale SS 128 in direzione di Tonara. Si tratta di una delle poche sopravvissute in Sardegna. Recentemente è stata costruita, a ridosso della storica gualchiera, un'altra analoga che viene azionata in occasione delle visite. Poco distante inoltre è stato recuperato un antico mulino adibito alla macina dei cereali. La forza dell'acqua era sfruttata per indurre la rotazione di una ruota a pale, la quale trasmetteva il movimento alle macchine che, nel caso del mulino, macinavano il grano. Il funzionamento della gualchiera era analogo, ma il suo utilizzo era quello della lavorazione dell'orbace, il tessuto con cui si producevano, fino a non molto tempo fa, i vestiti dei pastori, le coperte ed i costumi tradizionali della popolazione. L'orbace veniva ammorbidito con dei robusti magli, messi in movimento, anch'essi, da una ruota, azionata dalla corrente fluviale.

### Centro storico
Il centro storico dell'abitato richiama urbanisticamente i tipici centri montani, caratterizzati da vie strette, case addossate le une con le altre e la presenza dei caratteristici “corzos”, una sorta di passaggi coperti adibiti ad abitazione nella parte superiore ed a pubblica via in quella inferiore. Nei diversi corzos i “maistos de muru” con un sapiente utilizzo delle pietre, ciottoli, legno, riuscivano a sfruttare i pochi spazi a disposizione permettendo un collegamento tra le vie e contemporaneamente la possibilità di usufruire di spazi abitativi al di sopra. In uno di essi la distanza tra i muri perimetrali è talmente risicata, tale da permettere il transito di una sola persona alla volta.
Poco fuori dal centro storico è presente la chiesa parrocchiale di Sant'Elena Imperatrice.

### Siti archeologici
Il più importante sito archeologico del territorio è la necropoli di Mancosu, un complesso di 7 domus de janas. Si tratta di tombe scavate nella roccia dalle popolazioni che vissero in Sardegna nel Neolitico,  in tutto il territorio del comune e facile trovare schegge di ossidiana (scarti di lavorazione). In regione Santu Leo, Tudulo, Sa Pira Era, Costi si trovano ruderi che interessano un arco di tempo che va dal nuragico passando per il romano fino al Medioevo. Al 1912 risale il ritrovamento di una spada e un cinturone, nelle località Santu Leo, donati al museo archeologico di Cagliari. Durante la costruzione del ponte sul fiume Torrei furono inoltre rinvenuti dei bronzetti nuragici, allo stesso periodo risale il ritrovamento in regione Abba 'Ona di una pietra, forse miliare romano con segni non leggibili, consegnata al museo di Cagliari.

## Società

### Evoluzione demografica
Abitanti censiti

### Lingue e dialetti
La lingua sarda parlata a Tiana è riconducibile alla Limba de mesania.

### Cucina
Oltre ai piatti barbaricini tipici (le carni, i culurzones, le seadas) che vengono ancora preparati in casa come, del resto, il pane (fresa o carasau), vanno segnalati anche vari tipi di dolci che accompagnano le diverse ricorrenze dell'anno: sa panemanna, per la festa di Sant'Antonio; le pardulas per Pasqua; i papassinos per Ognissanti (oltre ad altre varietà che non sono legate a periodi particolari). Un altro dolce tipico di questo paese sono "le fruttine", piccoli dolci fatti con la pasta di mandorla che riproducono i più comuni frutti (mela, pera, fico, uva ed altri). Vengono colorati a mano e ricoperti di zucchero. Altri gustosi piatti sono preparati a base del Fagiolo tianese, utilizzato anche nelle creazioni culinarie di rinomati chef isolani e non.

### Eventi
- La patrona di Tiana è Sant'Elena, madre dell'imperatore romano Costantino I, la quale, secondo la leggenda, ritrovò la Croce di Cristo. La festa si svolge il 18 agosto, ed alla Santa è dedicata anche la chiesa parrocchiale, risalente al XVIII secolo.
- A Tiana si festeggia anche San Leone Magno, il Papa che secondo la tradizione avrebbe fermato Attila mostrandogli la Croce, al quale era dedicata una chiesetta campestre che è andata distrutta e recentemente ricostruita. I festeggiamenti si svolgono nella seconda settimana di settembre e si aprono con una processione nella quale il simulacro del Santo percorre le vie del paese su un carro addobbato e trainato da buoi, accompagnato dai tianesi in costume e a cavallo.
- La festa laica per eccellenza è Coli Coli o merculis de lessiu, che si festeggia anche nella vicina Ovodda. Particolarità di questa festa di carnevale è che si festeggia il giorno di mercoledì delle ceneri, ossia già in quaresima, forse questo per evidenziare e marcare ancora di più il carattere profano della festa. Il giorno di Coli Coli, termine schiettamente Barbaricino a differenza di carrasegare che è logudorese, gli “intintos”  partecipanti alla “festa” si ritrovano nelle vie principali del paese con il viso tinto di carbone ricavato dalla bruciatura del sughero. Chiunque incontri  “Intintos”  viene a sua volta “intintu” e gli viene offerto da bere. Durante il Coli Coli viene trascinato in processione un pupazzo che poi in serata, al termine dei festeggiamenti, viene dato alle fiamme. Nella parlata locale “a Coli Coli” indica presa in giro come per il pupazzo.
- Altra festa suggestiva è quella di Sant'Antonio, che è comune a tutti i paesi della Barbagia e che si svolge la sera del 16 gennaio: un priore organizza l'accensione del falò e prepara per tutti i presenti il vino e "sa panemanna", un dolce che si prepara appositamente per questa ricorrenza. Tipici dei paesi dell'interno sono i riti della Settimana Santa, che anche a Tiana si svolgono secondo la tradizione.
- Tiana è tappa, nel mese di novembre, della rassegna "Autunno in Barbagia" conosciuta anche con il nome Cortes Apertas; la manifestazione unisce tutti i paesi della zona e permette a questi ultimi di mettere in mostra le tradizioni e le specialità locali.

## Economia
L'economia del paese è quella tipica dei paesi della Barbagia situati ai piedi del Gennargentu e dei piccoli centri della Sardegna centrale in generale. Alla tradizionale economia agro-pastorale che ha risentito della profonda crisi che ha colpito tutto il settore, si affiancano attività quali la silvicoltura, l'artigianato, l'edilizia, servizi ecc. In passato l'attività prevalente era quella agricola e pastorale. L'agricoltura si basava essenzialmente nello sfruttamento della fertile vallata del fiume Torrei, nella raccolta di nocciole e castagne, coltivazione della vite e delle olive. La pastorizia era sostanzialmente transumante e, oltre agli spostamenti all'interno del territorio comunale, in inverno i pastori conducevano le loro greggi nei climi più miti dei Campidani. Si può affermare che nessun lembo del territorio veniva precluso dallo sfruttamento economico. Lungo il fiume Torrei e nei terreni più vicini al paese si praticava l'orticultura e la coltivazione delle nocciole. I terreni più lontani, “in su Pranu”, erano destinati alla pastorizia e alla coltivazione della vite e dei cereali, mentre i terreni più impervi all'allevamento delle capre. Numerosi furono quelli che spostarono il centro dei loro interessi economici nel capoluogo sardo, raggiungendo spesso posizioni di rilievo nel campo del commercio, dell'imprenditoria e conseguentemente nella vita pubblica di Cagliari. Tra essi si possono annoverare Francesco Zedda Piras, fondatore del celebre marchio del mirto Zedda-Piras, Salvatore Marcello e suo figlio Ing. Giovanni Marcello, Sindaci di Cagliari rispettivamente negli anni 1880 - 1886 e negli anni 1907-1910. Un'altra attività in cui s’industriarono i Tianesi era quella della follatura dell'orbace da cui si ricavavano i mantelli dei pastori, le coperte ed i costumi per la popolazione facendo diventare Tiana un centro di rilievo per questo tipo d’attività. Si trattava di un'economia principalmente autoctona che entrò in crisi a partire dal secondo dopoguerra. In quel periodo si assistette all'emigrazione di numerosi Tianesi nel centro nord Italia, in Francia, Belgio, Germania per lavorare soprattutto nelle fabbriche e nelle miniere, mentre un nutrito numero di famiglie di pastori si trasferirono in Toscana in una sorta di transumanza oltremare che però è stata senza ritorno. Attualmente sono soprattutto i giovani che dopo un percorso di studi, in Sardegna o nella Penisola, si stabiliscono altrove. Molto stretti comunque rimangono i legami, non solo economici,  dei Tianesi “non residenti” con il paese d'origine. In questi ultimi anni si stanno rilanciando delle attività economiche che erano diffuse nel recente passato. Una di queste è la coltivazione del fagiolo di Tiana (Fagiolo tianese), che è catalogato come varietà tipica della regione Sardegna.

## Amministrazione
| Periodo         | Periodo         | Primo cittadino         | Partito                          | Carica  | Note   |
| --------------- | --------------- | ----------------------- | -------------------------------- | ------- | ------ |
| 23 aprile 1995  | 16 aprile 2000  | Bruno Curreli           | liste civiche di centro-sinistra | Sindaco | [ 9 ]  |
| 16 aprile 2000  | 8 maggio 2005   | Francesco Amatore Salis | centro                           | Sindaco | [ 10 ] |
| 8 maggio 2005   | 30 maggio 2010  | Cesarina Marcello       | lista civica                     | Sindaco | [ 11 ] |
| 30 maggio 2010  | 31 maggio 2015  | Bruno Curreli           | lista civica "Insieme per Tiana" | Sindaco | [ 12 ] |
| 31 maggio 2015  | 26 ottobre 2020 | Francesco Zucca         | lista civica "Tiana Insieme"     | Sindaco | [ 13 ] |
| 26 ottobre 2020 | in carica       | Pietro Zedda            | lista civica "Tianesoso"         | Sindaco | [ 14 ] |

### Gemellaggi
- Tiana